# Đelekovec

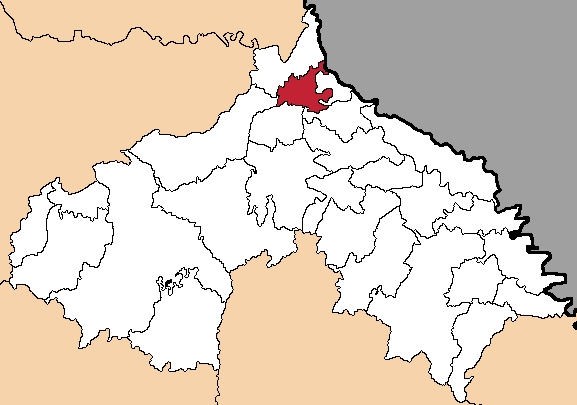
Lage der Gemeinde Đelekovec in der Gespanschaft Koprivnica-Križevci

Đelekovec ist eine Gemeinde in der Gespanschaft Koprivnica-Križevci im Norden Kroatiens. nahe der kroatisch-ungarischen Grenze. Zum gleichnamigen Hauptort gehört noch die Ortschaft Imbriovec. Sie hat insgesamt 1281 Einwohner (2021), davon 990 Einwohner im Hauptort.

## Geographie
Der Ort liegt nahe der kroatisch-ungarischen Grenze und etwa 11 km nördlich von der Stadt Koprivnica. 

## Bevölkerung
| Bevölkerungsentwicklung | Bevölkerungsentwicklung | Bevölkerungsentwicklung | Bevölkerungsentwicklung | Bevölkerungsentwicklung | Bevölkerungsentwicklung | Bevölkerungsentwicklung | Bevölkerungsentwicklung | Bevölkerungsentwicklung | Bevölkerungsentwicklung | Bevölkerungsentwicklung | Bevölkerungsentwicklung | Bevölkerungsentwicklung | Bevölkerungsentwicklung | Bevölkerungsentwicklung | Bevölkerungsentwicklung | Bevölkerungsentwicklung |
| ----------------------- | ----------------------- | ----------------------- | ----------------------- | ----------------------- | ----------------------- | ----------------------- | ----------------------- | ----------------------- | ----------------------- | ----------------------- | ----------------------- | ----------------------- | ----------------------- | ----------------------- | ----------------------- | ----------------------- |
| 1857                    | 1869                    | 1880                    | 1890                    | 1900                    | 1910                    | 1921                    | 1931                    | 1948                    | 1953                    | 1961                    | 1971                    | 1981                    | 1991                    | 2001                    | 2011                    | 2021                    |
| 1780                    | 2003                    | 2119                    | 2405                    | 2780                    | 2822                    | 2899                    | 2973                    | 2861                    | 2870                    | 2716                    | 2404                    | 2172                    | 1953                    | 1824                    | 1533                    | 1281                    |

## Sehenswürdigkeiten
- Die Pfarrkirche in Đelekovec wurde im Jahr 1792 im spätbarock-klassizistischen Stil erbaut. Bei dem Gebäude handelt es sich um einen einschiffigen Bau mit rechteckigem Grundriss und einem runden Chor. Die Hauptfassade ist durch Pilaster gegliedert, mit Vasen geschmückt und über der Mittelachse erhebt sich ein Glockenturm. Im Innenraum sind wertvolle Inventarstücke aus dem 18. Jahrhundert erhalten geblieben.[4]

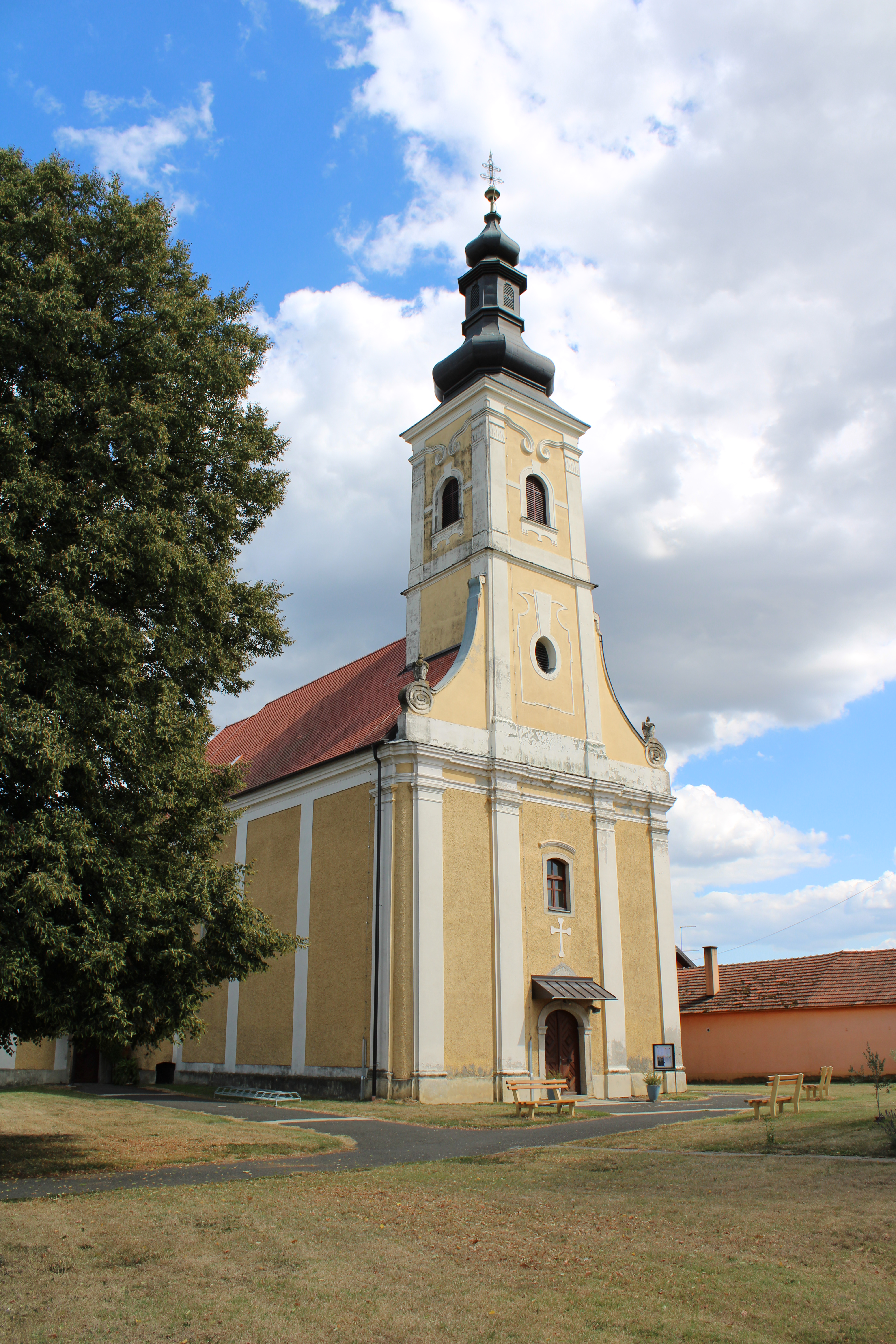
Pfarrkirche in Đelekovec
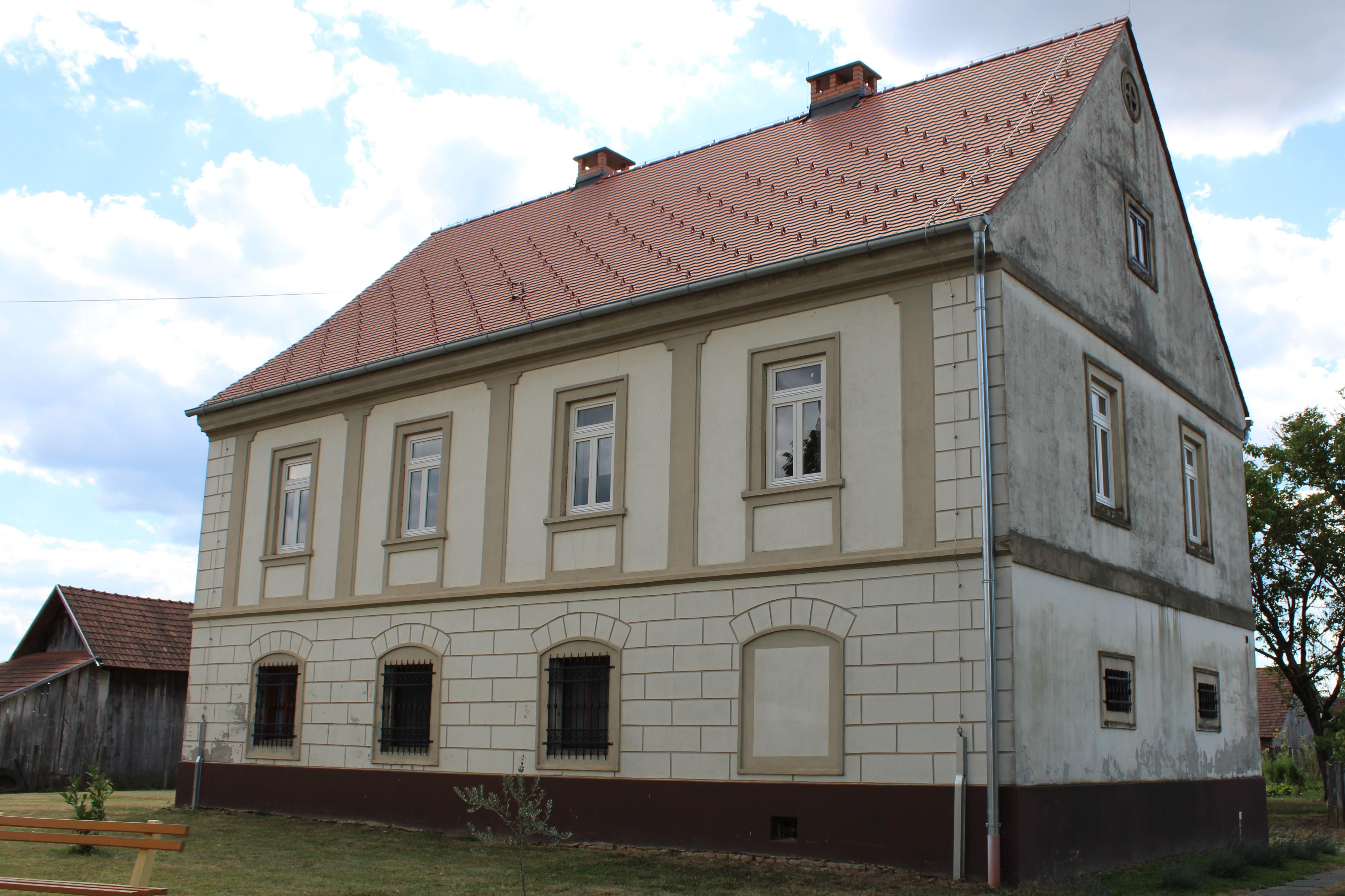
Pfarrhaus
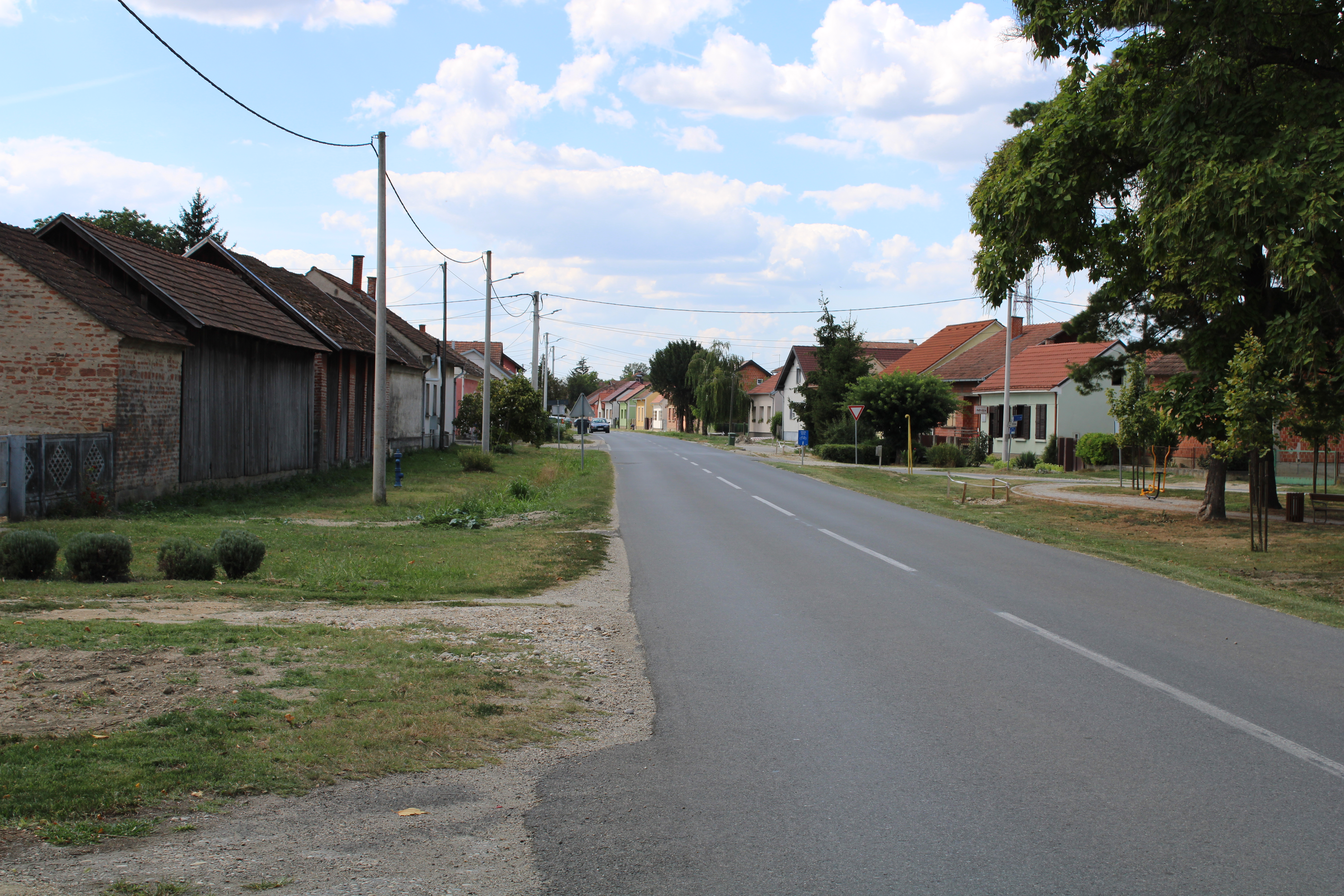
Straßenansicht

## Persönlichkeiten
- Mirko Virius (1889–1943), kroatischer Maler